# Alexander Mahone
Alexander Mahone is een personage uit de Amerikaanse serie Prison Break, gespeeld door William Fichtner. Mahone is verantwoordelijk voor de nationale klopjacht op de Fox River Eight.
In seizoen 1 komt hij niet voor, maar vanaf seizoen 2 is hij in elke aflevering te zien.

## Seizoen 2
Mahone is ingehuurd door The Company om alle acht ontsnapte gevangenen te doden. Later in de serie blijkt dat hij gechanteerd wordt door Agent Bill Kim.
In aflevering 4 van seizoen 2 laat hij John Abruzzi doodschieten voor een motel. Enkele afleveringen later schiet hij David 'Tweener' Apolskis dood.
Na allerlei pogingen om Michael Scofield en Lincoln Burrows te pakken te krijgen, heeft Alexander Mahone er zorg voor gedragen dat Brad Bellick de gevangenis van Fox River kan verlaten op voorwaarde dat hij voor hem gaat werken als "helper". Via tips weet Bellick Charles "Haywire" Patoshik te lokaliseren en gaat achter hem aan. Ondertussen komt Mahone na een tip van Bellick ook naar de plaats waar Patoshik inmiddels in een soort toren naar boven is geklommen. Mahone praat manipulerend op Patoshik in en doet moeite om hem ervan te overtuigen zich over te geven. Patoshik springt echter naar beneden en komt om het leven. Vervolgens geeft Mahone aan Bellick opdracht om naar Mexico te gaan om Fernando Sucre, die daarheen gevlucht is op te sporen. Ook wil hij Benjamin Miles C-Note Franklin zelfmoord laten plegen. Mahone is ook degene die Aldo Burrows, Lincolns vader, heeft vermoord.
Op het moment is Theodore Bagwell de enige gevangene waarop Mahone nog geen jacht gemaakt heeft.
Uiteindelijk komt hij erachter dat T-Bag en de broers zich in Panama bevinden en hij zo de kans krijgt ze allemaal te pakken te krijgen. Op een zeker moment weet hij in Panama Lincoln in de boeien te slaan en via de telefoon probeert hij Michael te bewegen naar hem toe te komen. Micheal geeft hem uiteindelijk hun boot, waar hij drugs in verstopt heeft. Mahone wordt daardoor opgepakt en naar de Sona-gevangenis gestuurd.

## Seizoen 3
Het personage Alexander Mahone zal terugkeren in het derde seizoen van Prison break, en zal al vanaf aflevering 3.1 te zien zijn. Daar zit hij in de Panamese Sona-gevangenis vanwege drugsbezit (dat met opzet geplaatst is geweest door Michael Scofield in seizoen 2).

## Seizoen 4
In seizoen 4 sluit Alexander Mahone zich aan bij een groep om Scylla terug te krijgen, een harde schijf van The Company waarop informatie staat om zonne-energie nuttig te gebruiken, zodat onbeperkte energiebronnen kunnen ontstaan. Cameron, de zoon van Alex, wordt vermoord door Wyatt, een huurmoordenaar van The Company. Lincoln leeft mee met Alex en helpt hem te vinden. Mahone vindt Wyatt en martelt hem met behulp van naalden en een hartmonitor. Dit doet hij totdat Wyatt er niet meer tegen kan en hij uiteindelijk via de telefoon zijn excuses aanbiedt aan de ex-vrouw van Mahone. Vervolgens duwt Alex de aan een steen geboeide Wyatt in zee. Alex en Lincoln komen nader tot elkaar, omdat Lincoln de pijn begrijpt die Alex heeft door het verlies van zijn zoon. Lincoln vergeeft Alex uiteindelijk voor het vermoorden van zijn vader.
Mahone is in seizoen 4 niet meer afhankelijk van drugs en begint menselijker te worden. Hij wordt een betrouwbare teamgenoot. Dit bewijst hij keer op keer door onder andere Michael te redden van T-Bag, Lincoln te redden van Christina Scofield, Michael en Sarah te helpen door agenten van The Company  neer te schieten. Hij keert vaak terug om Lincoln en Michael te helpen, omdat hij zich voelt alsof hij voornamelijk bij Lincoln in het krijt staat, omdat hij Mahone hielp Wyatt te vinden. In seizoen 4 laat Alex zijn zonden achter zich en herstelt, dankzij Michael en Lincoln. In een flashforward van vier jaar de toekomst in, zien we Mahone niet met zijn ex-vrouw maar met zijn ex-FBI-collega Felicia Lang. Hij heeft een relatie met haar en in de eindscènes zien we Alex, Sarah, Lincoln, Sucre en Michael Jr aan het graf van Michael.
In de Prison Break-film, The Finale Break, moet Mahone de keuze maken tussen zijn oude baan bij de FBI of het helpen van Michael om Sarah uit te breken uit de gevangenis. Hij kiest aanvankelijk voor het eerste door Michaels eerste plan te vertellen aan een FBI-agent. Michael werkt aan een tweede plan dat een zeer grote kans van falen heeft en geeft Alex een video en wat labresultaten die hij aan Lincoln en Sara moet overhandigen mocht hij het niet halen tijdens de uitbraak. Nadat Michael, niet wetende dat Alex zijn eerste plan heeft laten mislukken, Alex vertelt dat hij hem vertrouwt en dat hij dat nooit moet vergeten, ziet Alex in dat zijn loyaliteit niet bij de FBI ligt maar bij Michael.
Hij laat Michael niet doorgaan met zijn tweede plan zonder sterke veranderingen, aangezien het een riskant plan was. Hij helpt Michael het plan sterk te verbeteren zodat de kans op het uitbreken van Sarah veel groter is. Het lukt Michael uiteindelijk Sara te laten ontsnappen, mede dankzij de hulp van Mahone. Michael offert zich echter tijdens de uitbraak op, zodat Sara kan ontsnappen. Als ten slotte Sara buiten bij Lincoln, Sucre en Mahone is, toont Lincoln zich erg geschokt om te zien dat Michael er niet bij is. Mahone vertelt hem dat hij niet meer terugkomt en dat ze snel moeten vertrekken. Hij laat tijdens de rit naar de boot, waarin Sara uiteindelijk naar Costa Rica moet vliegen, de labresultaten zien die Michael hem gaf. Er stond dat er nog steeds tumoractiviteiten waren in zijn hersenen en dat Michael dus niet lang meer te leven had.
Hij geeft uiteindelijk de video aan Lincoln als ze aangekomen zijn bij de boot. Lincoln zegt dat hij niet over Michael, zijn familie, gewaakt heeft. Mahone vertelt hem dat hij dat binnenkort wel moet doen, kijkend naar de zwangere Sara. Hij neemt afscheid en gaat met Sucre terug naar huis. Vier jaar later zal hij het graf van Michael bezoeken. Zo eindigt het verhaal van Alexander Mahone, begonnen als zeer intelligente maar drugsverslaafde FBI agent die gedwongen werd om te moorden en uiteindelijk zijn verslavingen versloeg, en weer rust in zijn leven bracht, mede dankzij de hulp van Michael en Lincoln.